# Meine Kinderjahre

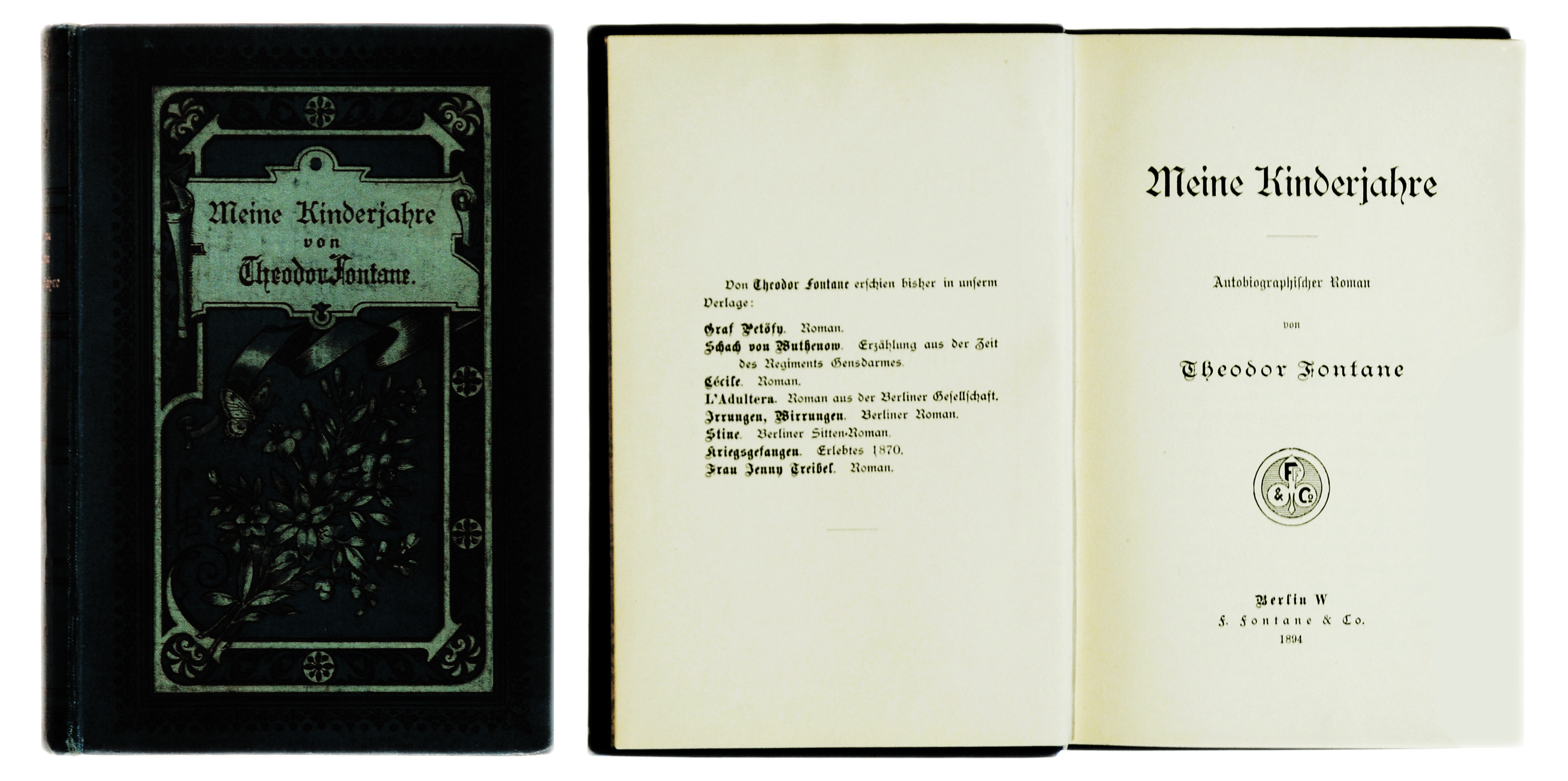
Erste Buchausgabe (Verlagseinband und Titelblatt)

Meine Kinderjahre ist der Titel eines autobiographischen Romans von Theodor Fontane, der erstmals 1893 erschien.

## Entstehung
Fontane litt an phasisch auftretenden Depressionen. Im April 1892, während der Arbeit an Effi Briest, war er erneut erkrankt. Die Krankheit zog sich bis Ende September hin. Der Rat seines Hausarztes, sich mit einer leichteren Arbeit zu beschäftigen, etwa mit seinen Lebenserinnerungen, soll die Wende zur Besserung eingeleitet haben. „Ich wählte meine Kinderjahre (bis 1832) und darf sagen, dass ich mich an diesem Buch wieder gesund geschrieben habe“ notierte er rückblickend im Tagebuch. Der Beginn der Arbeiten dürfte im Oktober 1892 liegen. Am 1. November 1892 teilte er seinem langjährigen Freund und Briefpartner Georg Friedländer mit: „[…] dass ich seit 8 oder 10 Tagen ins Schreiben gekommen bin, etwas, das ich von mir total gebrochenen Mann nicht mehr erwartet hätte. Und zwar habe ich schon vier Kapitel meiner Biographie (Abschnitt: Kinderjahre) geschrieben. Da mich dies Unterfangen sehr glücklich macht, ist alle Korrespondenz ins Stocken geraten.“
„Mit meiner im November [oder schon im Oktober?] begonnen Arbeit fuhr ich fort; etwa im April war ich damit fertig, auch mit der Korrektur, und die Abschrift, die Emilie [seine Frau] und Martha [seine Tochter] gemeinschaftlich machten, konnte beginnen“ (im Tagebuch festgehaltene Erinnerung). Am 22. Juni 1893 wurde das Manuskript an die literarische Zeitschrift Deutsche Rundschau abgeschickt. Der Herausgeber Julius Rodenberg forderte aber umfangreiche Kürzungen. Als Vorabdruck erschienen nur die Kapitel 13 und 16. Die Buchausgabe kam im Verlag seines Sohnes Friedrich zu Weihnachten 1893 heraus, vordatiert auf 1894: Theodor Fontane. Meine Kinderjahre. Autobiographischer Roman. Berlin: F. Fontane & Co. 1894, 321 S.

## Handlung
Die Erinnerungen beginnen mit der Beschreibung der Eltern. Gegensätzlicher konnten sie kaum sein. Der Vater, ein stattlicher Mann, „voll Bonhomie, dabei Phantast und Humorist, Plauderer und Geschichtenerzähler“, – die Mutter schlank, zierlich, „von schwarzem Haar und Augen wie Kohlen“, energisch, von trockener Sachlichkeit, aber mit einer Neigung zu heftigen Temperamentsausbrüchen. In Erziehungsfragen war sie sehr unnachsichtig. „Bei dem kleinsten Fehler zeigte sie die »rasche Hand«“. Die Eltern selbst lebten „mehr oder weniger ernsthaft“ in einer Art Dauerfehde.
Der Vater war Apotheker, damals noch ein Lehrberuf mit abschließendem Staatsexamen und besaß eine eigene Apotheke, anfangs in Neuruppin, später in Swinemünde. Spielschulden des Vaters hatten den Verkauf der Neuruppiner Apotheke notwendig gemacht. In Swinemünde konnte zu günstigen Bedingungen wieder eine Apotheke gekauft werden. Fontane war 8 Jahre alt, als die Familie nach Swinemünde zog, einem Städtchen mit ungepflasterten Straßen.
Humorvoll beschreibt Fontane das „groteske“ Haus. Im Erdgeschoss trennte ein gepflasterter Flur zwischen Apotheke (samt Laboratorium) und den Wohnräumen. Unmittelbar darüber stieg ein fünfmal so hohes Dach auf, in dem übereinander fünf Böden lagen, voll mit Kräuterkisten und Gerümpel, darunter auch ein Rad, auf dem – „aber das [war] nun schon lange her, das Jahr vorher, ehe die Franzosen ins Land kamen [also 1805]“ – der Scharfrichter einen Mörder „vom Leben zum Tode gebracht“ hatte. Einige Kapitel später wird Fontane in seinen Kindheitserinnerungen die Hinrichtung eines anderen Swinemünder Mörders beschreiben, bei der die Prozedur des Räderns noch angewandt wurde, wenn auch verkürzt durch Erdrosseln.
Der große Hof hinter dem Haus und der daran anschließende, verwilderte Garten waren die schönsten Spiel- und Abenteuerplätze.
Die kleine Stadt mit ihren etwa 3500 Einwohnern [Fontane spricht von 4000] wirkte dürftig, war aber als Handels- und Schifffahrtsplatz sehr reizvoll. An der Uferbefestigung der Swine, dem Hauptmündungsarm der Oder, lagen im Winter Schiffe in drei und vier Reihen nebeneinander. Ab Frühjahr, wenn der Strom wieder eisfrei geworden war, legten über die Ostsee kommende Handelsschiffe an. Etwas außerhalb der Stadt lag das „Gesellschaftshaus“. Hier verkehrten Badegäste, die Honoratioren der Stadt, wurden Konzerte gegeben, Theateraufführungen veranstaltet und fanden Bälle statt. In dem kleinen Pavillon daneben war ein Spielcasino eingerichtet. „Diese[s] war nur allzu oft das Wanderziel meines Vaters.“
Die Oberschicht Swinemündes – eigentlich nur zwanzig Familien – war nach Art der Seestädte aufgeschlossener als in den kleinen Städten des Binnenlandes, vor allem im Vergleich mit der Mark Brandenburg. Die hier ansässig gewordenen Nordeuropäer, Schweden, Dänen, Holländer und Schotten gaben der Stadt einen „internationale[n] Charakter“. An Herrenabenden kam es vor, dass auf die Times Bezug genommen wurde. „Von Pfahlbürgertum, von Engem und Kleinem überhaupt, existierte keine Spur“.
Die prominenten Familien werden beschrieben. Daran schließen sich die Schilderungen von jahreszeitlich wiederkehrenden Ereignissen an, wie die Badesaison im Sommer und im Winter das Gänseschlachten, Schlachten eines Schweins und die Backwoche vor Weihnachten. In der kalten Jahreszeit fanden reihum Herrendiners statt, auch im Hause Fontane. Es gab Suppe, Fisch, danach regelmäßig Teltower Rübchen und Spickgans, gefolgt von einem „ungeheueren“ Braten und zum Schluss eine süße Speise samt Früchten, Pfefferkuchen und Königsberger Marzipan. Nichts weiter. Einfach sei die Kost gewesen „und dabei stabil“. Nach der Suppe wurde Sherry gereicht, später trank man Rotwein „von mäßigem Preise“ und gegen Ende Kaffee. Bei Tisch glänzte Fontanes Vater mit seinem Plaudertalent und mit historischen Anekdoten. Sein Steckenpferd waren Napoleon und seine Marschälle. Als Unterhalter richtete er sich in der Wahl der Themen mehr nach seinen Bedürfnissen, als nach denen seiner Gäste, was man ihm aber gern durchgehen ließ.
Das vorletzte Kapitel beschreibt Unternehmungen und Raufereien des zwölfjährigen Fontane unter den Swinemünder Straßenjungen. Das Schlusskapitel widmet sich dem letzten Halbjahr in Swinemünde. Es wird als freudlos und bedrückend geschildert wegen vielerlei kleiner Ärgernisse. Anfang 1832 reisen Theodor Fontane und seine Mutter mit der Postkutsche nach Neuruppin. Die Fahrt zieht sich über drei Tage hin. Er wird Pensionsgast in einem Predigerhause und tritt in das Ruppiner Gymnasium ein. Hier enden Fontanes Aufzeichnungen über seine Kinderjahre.

## Kommentar
Vermittelt wird ein Zeit- und Kulturbild der kleinen Ostseestadt Swinemünde im ersten Drittel des neunzehnten Jahrhunderts. Zugleich beschreibt Fontane das alltägliche Leben eines norddeutschen Jungen in dieser Zeit. Der Gattungsbegriff Roman im Untertitel hat ihm dichterische Freiheit gegeben. In Swinemünde hatte das Buch sofort Erfolg.
Form
Das Eigentümliche dieser Kindheitserinnerungen ist ihr Anekdotenreichtum. In Fontanes Epoche war das für eine Autobiographie ungewöhnlich. „Ich weiche ganz vom Üblichen ab und erzähle nur Kleinkram. Meine Überzeugung, dass das das Richtige sei, ist unerschütterlich“ [am 26. Dezember 1892 an Georg Friedländer]. Fontane spricht in seinen Selbstkommentaren von „Kleinmalerei“ und „Zeitbildliche[m]“. Sehr volkstümlich waren damals die Neuruppiner Bilderbogen des Lithographen und Verlegers Gustav Kühn in Neuruppin. In Jahrmarkts-Schaubuden, als Guckkastenbilder zurechtgeschnitten und ausgeleuchtet, informierten sie über jüngste Ereignisse und ersetzten so Kindern und Leseunkundigen die Zeitung. Im zwölften Kapitel erwähnt Fontane diese Schaubuden. Ihr Nachklang dürfte ihn in seinem Kunstinstinkt bestärkt haben, seine Kindheitserinnerungen als Episoden- und literarische Bilderfolge abzufassen.
Das Vaterbild
Viel Raum nimmt die Schilderung des Vaters ein, in dem sich der alt gewordene Fontane wiedererkennt. Die Neigung, in scherzhaftem Ton Diffiziles zu debattieren, habe er von ihm geerbt, „ja, diese Neigung sogar in meine Schreibweise mit herübergenommen, und wenn ich entsprechende Szenen in meinen Romanen und kleinen Erzählungen lese, so ist es mir mitunter, als hörte ich meinen Vater sprechen.“ Auch das künstlerische Selbstbewusstsein stammt vom Vater. Dessen Französischkenntnisse waren nicht gefestigt. Als er eine Napoleon-Anekdote in der Originalfassung brachte und hinsichtlich Grammatik und Satzbau kritisiert wurde, soll er mit Bestimmtheit geantwortet haben: „Mein französisches Gefühl lehrt mich, dass es so heißen muss, so und nicht anders.“ Eine Rechtfertigung, die den Vorwurf in Heiterkeit auflöste. Die Wahl seiner Gesprächsthemen hatte der Vater vor seiner Ehefrau gerechtfertigt mit: „Ich kultiviere Historisches“. Für Fontanes Gesamtwerk trifft das ebenso zu.
Bis ein Hauslehrer gefunden war, übte der kleine Fontane täglich eine Stunde Lesen mit der Mutter, der Vater unterrichtete eine Stunde Geographie und Geschichte. Sein Unterricht lief auf ein launiges Erzählen und Abfragen von Anekdoten hinaus. Nachdem ein Hauslehrer gefunden war, wurde dieser gesprächsweise Unterricht – Fontane bringt einige Beispiele dieser kuriosen Dialoge – beibehalten.
„Ich verdanke diesem Unterricht, wie den daran anknüpfenden gleichartigen Gesprächen, eigentlich alles Beste, jedenfalls alles Brauchbarste, was ich weiß. […] Nicht bloß gesellschaftlich sind mir, in einem langen Leben, diese Geschichten hundertfach zugute gekommen, auch bei meinen Schreibereien waren sie mir immer wie ein Schatzkästlein zur Hand, und wenn ich gefragt würde, welchem Lehrer ich mich so recht eigentlich zu Dank verpflichtet fühle, so müsste ich antworten: meinem Vater, meinem Vater, der sozusagen gar nichts wusste, mich aber mit dem aus Zeitungen und Journalen Aufgepicktem und über alle möglichen Themata sich verbreitenden Anekdotenreichtum unendlich viel mehr unterstützt hat, als alle meine Gymnasial- und Realschullehrer zusammengenommen.“

## Handschrift
Die Handschrift befindet sich im Stadtmuseum Berlin und im Theodor-Fontane-Archiv Potsdam.

## Briefe
- [Selbstkommentare Theodor Fontanes zu Meine Kinderjahre.] In: Richard Brinkmann, Waltraud Wiethölter (Hrsg.): Theodor Fontane. Dichter über ihre Dichtungen. Band 2. Heimeran, München 1973, S. 117–129 (auch: dtv, München 1977, ISBN 3-7765-3038-3).

## Editionen
- Erstausgabe: Theodor Fontane: Meine Kinderjahre. Autobiographischer Roman. Berlin: Friedrich Fontane & Co. 1893.

Der Text liegt in zahlreichen Ausgaben vor. Eine umfangreich kommentierte Neuausgabe, die den Text erstmals wieder in seiner historischen Gestalt präsentiert, wird im Rahmen der Großen Brandenburger Ausgabe an der Göttinger Theodor Fontane-Arbeitsstelle von Heinrich Detering und Gabriele Radecke vorbereitet.
2019 erschien eine Hörbuch-Ausgabe, die auch Meine Kinderjahre enthält.
- Meine Kinderjahre bei Zeno.org.

## Forschung
- Helmuth Nürnberger: Fontanes Welt. Siedler, Berlin 1997, ISBN 3-88680-582-4, S. 371–376.
- Michael Masanetz: Vom Ur-Sprung des Pegasus. „Meine Kinderjahre“ oder die schwere Geburt des Genies. In: Fontane-Blätter, 1998, 65–66, S. 87–124.
- Helmuth Nürnberger: Meine Kinderjahre. In: Christian Grawe, Helmuth Nürnberger (Hrsg.): Fontane-Handbuch. Kröner, Stuttgart 2000, ISBN 3-520-83201-1, S. 753–755 (ebd., S. 761–763: Literaturnachweise für den Gesamtbereich der Autobiographischen Schriften).